# Аукоп (Утрехт)
Аукоп (нід. Oukoop) — селище в нідерландській провінції Утрехт. Входить до муніципалітету Стіхтсе-Вехт.
Його площа становить 7,51 км², а населення станом на 2021 рік складало 250 осіб.
Перша згадка про населений пункт датується 1217 роком.